# Bahadurpur (Palpa)
Bahadurpur (nepalski: बहादुरपुर) – gaun wikas samiti w zachodniej części Nepalu w strefie Lumbini w dystrykcie Palpa. Według nepalskiego spisu powszechnego z 2001 roku liczył on 276 gospodarstw domowych i 1694 mieszkańców (905 kobiet i 789 mężczyzn).